# Григорий Мелехов
Григо́рий Пантеле́евич Ме́лехов — главный герой романа Михаила Шолохова «Тихий Дон». Одним из прототипов персонажа является, по мнению исследователей, командир 1-й повстанческой дивизии в Вёшенском восстании Харлампий Ермаков. Образ героя, называемый литературоведами «открытием в мировом искусстве», был неоднократно воплощён в кинематографе. 

## История создания. Возможный прототип
Литературная биография Григория Мелехова, по мнению исследователей, неотделима от вопроса об авторстве текстов романа «Тихий Дон». Так, ряд литературоведов придерживается мнения о том, что в рукописях произведения просматривается «„соавторское“ редактирование»; отсюда — «непоследовательность и противоречивость» образа главного героя. Другие убеждены, что метания Мелехова связаны с формированием его личности и «идут по нарастающей».
В черновых набросках романа, датированных 1925 годом, Григория Мелехова не было — он появился в итоговой редакции, заняв место персонажа Абрама Ермакова. В то же время, по замечанию писателя Анатолия Калинина, имя Григорий нередко встречается в ранних рассказах Шолохова; истории героев, действующих в таких его произведениях, как «Коловерть» и «Пастух», весьма далеки от судьбы Мелехова, однако в них уже обнаруживается «отблеск того, совсем юного Григория, который ещё не заблудился на дорогах сурового лихолетья».
Свидетельством того, что «предшественником» Мелехова был Абрам Ермаков, являются, по данным литературоведа Феликса Кузнецова, и внешнее сходство (у обоих были «синие выпуклые белки глаз» и «изогнутая левая бровь»), и общие черты характера: и тот, и другой отличались горячим нравом и безудержностью в поступках. При этом два героя имели общего прототипа — казака Харлампия Ермакова, расстрелянного в 1927 году на основании решения коллегии ОГПУ. Сам Шолохов в течение нескольких десятилетий после выхода «Тихого Дона» на вопросы о прообразах отвечал достаточно уклончиво, не подтверждая и не отрицая версию о близости судеб Ермакова и Мелехова: «И да, и нет… Скорее всего это образ собирательный».
Исследователи установили, что Шолохов был хорошо знаком с Харлампием Васильевичем, весьма плотно общался с ним при сборе материалов, связанных с историей Гражданской войны на юге России. В архивах сохранилось письмо Михаила Александровича, адресованное Ермакову; в нём, в частности, упоминается о необходимости личной встречи для получения «некоторых дополнительных сведений относительно эпохи 1919 года».

Сходство между Григорием и его прототипом неоднократно устанавливалось советскими учеными в ходе их бесед с дочерью Ермакова Пелагеей и несколькими казаками более старшего возраста чем она. Заслуживающее внимания свидетельство поступило от белогвардейского офицера Евгения Ковалева, который летом 1919 года служил вместе с Ермаковым в Донской армии. Ковалев нашел настолько поразительное сходство между Ермаковым и Григорием в отношении их внешности и храбрости, что написал статью, озаглавленную «Харлампий Ермаков — герой „Тихого Дона“».

## Вехи биографии
Под определённым углом зрения Григорий Мелехов — тип молодого человека мировой литературы, проходящего свои годы учения и формирования как личности, только здесь эти годы пришлись на времена разломно-тектонические, и учится Григорий не на книгах, а через живое общение, спор, но главное все же — через саму жизнь, её испытания и открытия, через жёсткое взросление души и ума.
Главный герой романа «Тихий Дон» появился на свет в 1892 году (дата рождения в произведении не указана, однако она установлена исследователями на основе документов о призывном возрасте, действовавших в России первых десятилетиях XX века) в семье отставного урядника Атаманского лейб-гвардии полка Пантелея Мелехова. Во внешнем облике Григория заметны отцовские черты, которого, как и других «горбоносых, диковато-красивых» представителей рода Мелеховых, хуторяне называли турками. В романе прослеживаются основные этапы биографии Григория. Так, в декабре 1913 года он призван в армию; на службе в 12-м Донском казачьем полку Мелехов проявляет себя как человек, с яростью отстаивающий собственную честь и стремящийся не допустить оскорблений других людей. Осенью 1914-го он попадает в госпиталь, затем возвращается на фронт, принимает участие в Брусиловском прорыве; к 1916 году Григорий имеет уже четыре Георгиевских креста.
Жизнь Мелехова в 1917 году обозначена пунктирно; по мнению исследователей, подобная авторская сдержанность связана с тем, что герой «оставался в стороне от политической борьбы, захлестнувшей страну». Одним из ключевых моментов, повлиявших на его мировосприятие, является, по мнению литературоведа Ирины Медведевой-Томашевской, эпизод, в ходе которого происходит уничтожение пленных казачьих офицеров: «Это зверство, к тому же свидетельствующее об отсутствии воинского права и чести, решительно отталкивает Григория от большевиков». Во взглядах Мелехова на жизнь соединён опыт земледельца и бойца, поэтому его, как и других казаков, по-настоящему волнуют три вопроса: о земле, воле и власти.

Конечно, Григорий сам вовлечен в кровавую, расчеловечивающую круговерть войны и братоубийства, но он мучительно душевно терзается этим… Он не только неотступно чувствует на себе груз недолжного, глубинно постыдного, того, что в христианстве и называется грехом, но главное — способен остановить своё рассвирепевшее сердце, оскорбленное чувство, уже заносящее руку на обидчика, готов остыть и простить.

## Семья и родственники
|                |                |                |                |                |                |  |  |              |              |              |              |              |              |  |  |                              |                              |                              |                              |                              |                              | Турчанка           | Турчанка           | Турчанка                                  | Турчанка                                  | Турчанка                                  | Турчанка                                  |                                           |                                           | Прокофий Мелехов             | Прокофий Мелехов             | Прокофий Мелехов             | Прокофий Мелехов             | Прокофий Мелехов | Прокофий Мелехов |                  |                  |  |  |                |                |                |                |                |                |  |  |         |         |         |         |         |         |  |  |                |                |                |                |                |                |
|                |                |                |                |                |                |  |  |              |              |              |              |              |              |  |  |                              |                              |                              |                              |                              |                              | Турчанка           | Турчанка           | Турчанка                                  | Турчанка                                  | Турчанка                                  | Турчанка                                  |                                           |                                           | Прокофий Мелехов             | Прокофий Мелехов             | Прокофий Мелехов             | Прокофий Мелехов             | Прокофий Мелехов | Прокофий Мелехов |                  |                  |  |  |                |                |                |                |                |                |  |  |         |         |         |         |         |         |  |  |                |                |                |                |                |                |
|                |                |                |                |                |                |  |  |              |              |              |              |              |              |  |  |                              |                              |                              |                              |                              |                              |                    |                    |                                           |                                           |                                           |                                           |                                           |                                           |                              |                              |                              |                              |                  |                  |                  |                  |  |  |                |                |                |                |                |                |  |  |         |         |         |         |         |         |  |  |                |                |                |                |                |                |
|                |                |                |                |                |                |  |  |              |              |              |              |              |              |  |  |                              |                              |                              |                              | Василиса Ильинична           | Василиса Ильинична           | Василиса Ильинична | Василиса Ильинична | Василиса Ильинична                        | Василиса Ильинична                        |                                           |                                           | Пантелей Прокофьевич Мелехов              | Пантелей Прокофьевич Мелехов              | Пантелей Прокофьевич Мелехов | Пантелей Прокофьевич Мелехов | Пантелей Прокофьевич Мелехов | Пантелей Прокофьевич Мелехов |                  |                  |                  |                  |  |  |                |                |                |                |                |                |  |  |         |         |         |         |         |         |  |  |                |                |                |                |                |                |
|                |                |                |                |                |                |  |  |              |              |              |              |              |              |  |  |                              |                              |                              |                              | Василиса Ильинична           | Василиса Ильинична           | Василиса Ильинична | Василиса Ильинична | Василиса Ильинична                        | Василиса Ильинична                        |                                           |                                           | Пантелей Прокофьевич Мелехов              | Пантелей Прокофьевич Мелехов              | Пантелей Прокофьевич Мелехов | Пантелей Прокофьевич Мелехов | Пантелей Прокофьевич Мелехов | Пантелей Прокофьевич Мелехов |                  |                  |                  |                  |  |  |                |                |                |                |                |                |  |  |         |         |         |         |         |         |  |  |                |                |                |                |                |                |
|                |                |                |                |                |                |  |  |              |              |              |              |              |              |  |  |                              |                              |                              |                              |                              |                              |                    |                    |                                           |                                           |                                           |                                           |                                           |                                           |                              |                              |                              |                              |                  |                  |                  |                  |  |  |                |                |                |                |                |                |  |  |         |         |         |         |         |         |  |  |                |                |                |                |                |                |
|                |                |                |                |                |                |  |  |              |              |              |              |              |              |  |  |                              |                              |                              |                              |                              |                              |                    |                    |                                           |                                           |                                           |                                           |                                           |                                           |                              |                              |                              |                              |                  |                  |                  |                  |  |  |                |                |                |                |                |                |  |  |         |         |         |         |         |         |  |  |                |                |                |                |                |                |
| Дарья Мелехова | Дарья Мелехова | Дарья Мелехова | Дарья Мелехова | Дарья Мелехова | Дарья Мелехова |  |  | Пётр Мелехов | Пётр Мелехов | Пётр Мелехов | Пётр Мелехов | Пётр Мелехов | Пётр Мелехов |  |  | Наталья Мелехова (Коршунова) | Наталья Мелехова (Коршунова) | Наталья Мелехова (Коршунова) | Наталья Мелехова (Коршунова) | Наталья Мелехова (Коршунова) | Наталья Мелехова (Коршунова) |                    |                    | Григорий Пантелеевич Мелехов (1892 г. р.) | Григорий Пантелеевич Мелехов (1892 г. р.) | Григорий Пантелеевич Мелехов (1892 г. р.) | Григорий Пантелеевич Мелехов (1892 г. р.) | Григорий Пантелеевич Мелехов (1892 г. р.) | Григорий Пантелеевич Мелехов (1892 г. р.) |                              |                              | Аксинья Астахова             | Аксинья Астахова             | Аксинья Астахова | Аксинья Астахова | Аксинья Астахова | Аксинья Астахова |  |  | Степан Астахов | Степан Астахов | Степан Астахов | Степан Астахов | Степан Астахов | Степан Астахов |  |  | Дуняшка | Дуняшка | Дуняшка | Дуняшка | Дуняшка | Дуняшка |  |  | Михаил Кошевой | Михаил Кошевой | Михаил Кошевой | Михаил Кошевой | Михаил Кошевой | Михаил Кошевой |
| Дарья Мелехова | Дарья Мелехова | Дарья Мелехова | Дарья Мелехова | Дарья Мелехова | Дарья Мелехова |  |  | Пётр Мелехов | Пётр Мелехов | Пётр Мелехов | Пётр Мелехов | Пётр Мелехов | Пётр Мелехов |  |  | Наталья Мелехова (Коршунова) | Наталья Мелехова (Коршунова) | Наталья Мелехова (Коршунова) | Наталья Мелехова (Коршунова) | Наталья Мелехова (Коршунова) | Наталья Мелехова (Коршунова) |                    |                    | Григорий Пантелеевич Мелехов (1892 г. р.) | Григорий Пантелеевич Мелехов (1892 г. р.) | Григорий Пантелеевич Мелехов (1892 г. р.) | Григорий Пантелеевич Мелехов (1892 г. р.) | Григорий Пантелеевич Мелехов (1892 г. р.) | Григорий Пантелеевич Мелехов (1892 г. р.) |                              |                              | Аксинья Астахова             | Аксинья Астахова             | Аксинья Астахова | Аксинья Астахова | Аксинья Астахова | Аксинья Астахова |  |  | Степан Астахов | Степан Астахов | Степан Астахов | Степан Астахов | Степан Астахов | Степан Астахов |  |  | Дуняшка | Дуняшка | Дуняшка | Дуняшка | Дуняшка | Дуняшка |  |  | Михаил Кошевой | Михаил Кошевой | Михаил Кошевой | Михаил Кошевой | Михаил Кошевой | Михаил Кошевой |
|                |                |                |                |                |                |  |  |              |              |              |              |              |              |  |  |                              |                              |                              |                              |                              |                              |                    |                    |                                           |                                           |                                           |                                           |                                           |                                           |                              |                              |                              |                              |                  |                  |                  |                  |  |  |                |                |                |                |                |                |  |  |         |         |         |         |         |         |  |  |                |                |                |                |                |                |
|                |                |                |                |                |                |  |  |              |              |              |              |              |              |  |  |                              |                              |                              |                              |                              |                              |                    |                    |                                           |                                           |                                           |                                           |                                           |                                           |                              |                              |                              |                              |                  |                  |                  |                  |  |  |                |                |                |                |                |                |  |  |         |         |         |         |         |         |  |  |                |                |                |                |                |                |
|                |                |                |                |                |                |  |  |              |              |              |              |              |              |  |  | Полюшка                      | Полюшка                      | Полюшка                      | Полюшка                      | Полюшка                      | Полюшка                      | Мишатка            | Мишатка            | Мишатка                                   | Мишатка                                   | Мишатка                                   | Мишатка                                   |                                           |                                           | Танюшка                      | Танюшка                      | Танюшка                      | Танюшка                      | Танюшка          | Танюшка          |                  |                  |  |  |                |                |                |                |                |                |  |  |         |         |         |         |         |         |  |  |                |                |                |                |                |                |

## Григорий Мелехов и Аксинья
Интерес к Аксинье — жене соседа Мелеховых Степана Астахова — зарождается у Григория в тот момент, когда тридцать казаков, в том числе муж героини, уходят на военные сборы в лагеря. Роман развивается стремительно; Аксинью и Григория сближает безоглядность чувств, искренность порывов, нежелание считаться с людской молвой. По словам литературоведа Светланы Семёновой, Мелехов и его возлюбленная объединены «страстностью, мощной, почти звериной эротической, жизненной энергетикой»; при этом герой с его «диковатой красотой» является «воплощением мужественности», тогда как пылкая, чувственная, притягательная Аксинья несёт в себе мощное женское начало. Любовь персонажей подобна «весеннему раскрепощению земли»; не случайно описание природы занимает так много места в момент свиданий или томлений героев: «Аксинья и кленовый куст», «Аксинья и грустный пленительный запах тронутого увяданием ландыша».
В финале «Тихого Дона» герои выдвигаются ночью к станице Морозовской. В пути молодую женщину настигает пуля, выпущенная «человеком из заставы». После смерти Аксиньи герой погружается в «апокалиптический ступор»; его существование напоминает «мёртвую обуглившуюся землю».

Григорий как бы пошатнулся в своих витальных основах, стал непохожим на себя, жалким, пугливым, даже несколько юродивым. Из него словно вырезали часть его сущности, тесно связанной с любимой: пока она существовала, даже вдали от него и в разрыве с ним, он пребывал в своем полном составе, физическом и духовном, а тут рухнул… Но и сейчас он продолжает инстинктивно бороться за жизнь.

## Григорий Мелехов и Наталья
Григорий женится на Наталье Коршуновой не по любви — это выбор его отца. О том, насколько далека от героя юная невеста, свидетельствует сцена свадьбы, написанная автором «отстранённым глазом»: Мелехов наблюдает за поведением гостей, фиксирует особенности их поведения во время застолья и в то же время чувствует некую отгороженность от происходящего: «Идёт несколько гротесковый монтаж укрупнённых деталей».
При этом Григорий сознаёт, что его жена — «тонкая, нарядная», с «ладным станом» — хороша собой; увидев её после долгой отлучки, Мелехов отмечает: «Красивая баба, в глаз шибается». Однако искусственно взрастить в себе любовь к Наталье он не может; признания героя в том, что «нету на сердце на ничего», соседствуют с описанием «мертвенно отживших трав» и «чёрно-голубой вышней пустоши». Наталья относится к мужу иначе, чем Аксинья; в ней, по мнению исследователей, нет темпераментной пылкости соперницы, зато присутствует «пронизывающая лучистость».

Недаром и загрубелое сердце мужа отзывается на такой интенсивный свет, оказываясь способным на растроганность и слёзы, чего обычно не испытывает Григорий при виде Аксиньи, — здесь ощущения и чувства другие. Отношение Натальи к Григорию более целомудренно-стыдливо в своих непосредственно-чувственных проявлениях, чем у Аксиньи, пронизано нежностью и преданностью, нераздельностью физического и душевно-духовного.

## Образ Мелехова в кинематографе

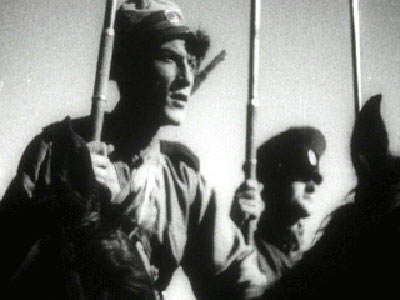
Кадр из фильма «Тихий Дон». 1930

Первым исполнителем роли Григория Мелехова стал Андрей Абрикосов, который снялся в картине, поставленной по двум первым книгам романа. Как вспоминал впоследствии актёр, в момент кинопроб он ещё не прочитал шолоховского произведения и пришёл на площадку неподготовленным; представление об образе персонажа сложилось позже. По словам актрисы Эммы Цесарской, сыгравшей Аксинью, Шолохов после выхода фильма писал продолжение «Тихого Дона» с оглядкой на героев, воплощённых в ленте.
В 1958 году эпопея «Тихий Дон» была поставлена режиссёром Сергеем Герасимовым. Роль Григория Мелехова, исполненная Петром Глебовым, стала, по мнению киноведов, важнейшей в творческой биографии актёра: «Дело даже не в том, что Глебов одушевил образ книжного героя и тем поставил под подозрение любую альтернативу, любого другого исполнителя. Важнее то, что ему удалось невозможное — в одиночку изобразить „народ“».
В последующие годы образ Григория Мелехова воплотили на экране Руперт Эверетт в телесериале Сергея Бондарчука «Тихий Дон» и Евгений Ткачук в телесериале Сергея Урсуляка .
В фильме «День выборов» (2007) кандидат в губернаторы Игорь Цаплин на казачьем сходе заявил, что является внучатым племянником Григория Мелехова.